# I himmelen, i himmelen
I himmelen, i himmelen är en psalm som troligen skrevs 1620 av rektorn och kyrkoherden Laurentius Laurinus. Psalmen finns med i Svenska kyrkans psalmböcker ända sedan 1600-talet, liksom i många frikyrkliga sångböcker, och den kan höras i Rune Lindströms film Himlaspelet från 1942 och i Ingmar Bergmans Sommarnattens leende.

## Uppkomst och bearbetningar
Laurinus hustru Margareta Larsdotter dog den 22 juli 1620, samma år som psalmen tros vara skriven, och kyrkoherden Isak Erici höll en likpredikan före avfärden med kistan från hemmet den 30 juli. Predikan, En Christeligh Lijkpredikan, trycktes år 1622 tillsammans med I himmelen, i himmelen samt två andra psalmtexter av Laurinius. 
Texten bearbetades och utökades från originalets fem verser i samband med en översättning av skriften Compendium Hafenrefferi 1650. Under 1650-talet utökades verserna av okänd hand till arton strofer och uppges vara publicerade i en kyrkohandbok från 1651. I detta förlängda skick bearbetades texten ytterligare och minskades till sjutton verser när den kom med i den så kallade karolinska psalmboken, som användes från 1695 till början av 1800-talet.
För 1814 och 1816 års psalmboksförslag omarbetades psalmen ganska rejält av Johan Åström, och det är i hans form med sju verser som psalmen tagits med i de tre senaste psalmböckerna för Svenska kyrkan liksom åtskilliga frikyrkliga sångsamlingar. Åströms version översattes till engelska av William Maccall (1812–1888), och fick titeln In Heav'n above. 
Ingen av de versioner som finns publicerade i psalmböcker är originalversionen, men den äldre är mer överensstämmande med originalets ordalag än senare bearbetningar.
Ett exempel på en variant som använts inom frikyrkliga sammanhang är Olof Kolmodins version (nummer 128) i Andelig Dufworöst med tio verser.
Magnus Brostrup Landstad översatte psalmen till norska. Den var med i utkastet till hans norska psalmbok från 1861.

## Melodier
Det finns flera melodier till psalmen. En är en tämligen typisk koral från 1697 års koralbok, som går i E-moll och fyra fjärdedelstakt. Det finns även en så kallad dalamelodi med norsk-svenskt ursprung som upptecknades i Skattungbyn och trycktes 1914 i Anders Jobs Dala.Harpan. En tid användes en av psalmens melodier (oklart vilken) även för Från Frälsaren på korsets stam. Ytterligare en melodi av en okänd kompositör användes till psalmen i Svenska Missionsförbundets sångbok från 1894.
Den norske kompositören Edvard Grieg tonsatte psalmen 1906 i sitt sista verk, Fire salmer, op 74, baserat på en norsk folklig melodi till psalmen upptecknad i Ludvig Mathias Lindemans samling Ældre og nyere Norske Fjeldmelodier.
|  |
|  |

## Publicerad som
- Nr 410 i 1695 års psalmbok har 17 verser, under rubriken ”Om det eviga livet”.
- Nr 128 i Andelig Dufworöst, 6:e upplagan 1770 under rubriken ”Tilökning. Wår omgängelse är i Himmelen.” I en av Olof Kolmodin bearbetad version med 10 verser.
- Nr 486 i 1819 års psalmbok under rubriken ”Christeligt Sinne och Förhållande med afseende på de yttersta tingen: En trogen själs försmak av en salig evighet”.
- Nr 546 i Sionstoner 1889.
- Nr 445 i Svenska Missionsförbundets sångbok 1894 under rubriken ”Det kristliga lifvet – Hemlandssånger”.
- Nr 337 i Svensk söndagsskolsångbok 1908 under rubriken ”Den himmelska härligheten”.
- Nr 748 i Svenska Missionsförbundets sångbok 1920 under rubriken ”De yttersta tingen – Det eviga livet”.
- Nr 701 i Sionstoner 1935 under rubriken ”Uppståndelsen, domen och det eviga livet”.
- Nr 144 i 1937 års psalmbok under rubriken ”Alla helgons dag”.
- Nr 537 i Frälsningsarméns sångbok 1968 under rubriken ”Evighetshoppet”.
- Nr 169 i Den svenska psalmboken 1986, 1986 års Cecilia-psalmbok, Psalmer och Sånger 1987, Segertoner 1988 och Frälsningsarméns sångbok 1990 under rubriken ”Alla helgons dag”.
- Nr 568 i Finlandssvenska psalmboken 1986 under rubriken "Det kristna hoppet".
- Nr 721 i Lova Herren 1988 under rubriken ”Det kristna hoppet inför döden”.
- Läsepsalm 16 i Lova Herren 1988 med den sextonde versen ”Dödens skarpa pilar”, under rubriken ”Sånger att läsas”.
- Nr 84 i Luthersk psalmbok
- Hela familjens psalmbok 2013 som nummer 109 under rubriken "Hela året runt".[2]